# Pedro Fernández Buch
Pedro Fernández Buch, o Fernández Buque, (Santo Domingo de la Calzada, 1574 - Sigüenza, 1648) fue un compositor y maestro de capilla español.

## Vida
Pedro Fernández Buch nació en Santo Domingo de la Calzada en 1574. Su padre era originario de Gante, en los Países Bajos, de apellido Buch, que ha sido castellanizado a menudo como «Buque». La madre, originaria de Santo Domingo de la Calzada, es quien tenía el apellido Fernández, que siempre se coloca primero en el nombre del compositor.
Fue maestro de capilla de la Colegiata de Toro hacia 1600, quizás hasta 1602, aunque desde 1600 se nombra a Matías de Carvajal como maestro. Fue maestro de capilla de la Catedral de Santo Domingo de la Calzada de 1601 a 1608 en sustitución de su hermano mayor, Domingo Fernández Buch.
En 1605 fallecía Esteban Guerra Álvarez, maestro de capilla de la Catedral de Sigüenza, dejando el cargo vacante. El cabildo decidió cubrir el cargo con un maestro interino, Alonso de Tobar, para darse tiempo en su búsqueda de un sustituto. En 1606 se discutió la contratación de Lucas Tercero, maestro de capilla de la Catedral de León, pero se le rechazó por ser corto de vista. Ese mismo año, en mayo, se trató de traer a Diego de Bruceña, maestro de la Catedral de Burgos, pero no llegó a haber un acuerdo en el salario. Finalmente, en septiembre de 1606 se decidió poner los edictos para las oposiciones que se realizarían el primero de diciembre. Se presentaron Juan Siscar, maestro de capilla de la Catedral de Valladolid; Bernardo de Peralta, maestro de la Colegiata de Alfaro; Juan de Ávila, maestro de la Colegiata de Berlanga; y Juan Berge, de Albarracín. El tribunal se decidió por Juan de Ávila, que apenas permaneció en el cargo, ya que el 15 de abril se trasladó a la Catedral de Palencia. El cabildo tuvo que realizar unas nuevas oposiciones, a las que volvería a presentarse Ciscar, junto con Diego López, clérigo de Murcia; Bernardo de Peralta, que seguía en Alfaro; Juan Ruiz de Robledo, de la Colegiata de Toro; y Pedro Fernández Buch, en ese momento maestro de capilla de la Catedral de Santo Domingo de la Calzada. En esta ocasión, el juez de la oposición, Pedro de Pastrana, se decidió por Fernández Buch. El 24 de marzo de 1608 Pedro Fernández Buch tomó posesión del magisterio de Sigüenza, a pesar de las dificultades presentadas por ser el padre del maestro extranjero, lo que dificultó mucho la comprobación de la limpieza de sangre. Este hecho solía ser una traba para la contratación de músicos extranjeros o de los territorios de ultramar en las catedrales españolas.
Uno de los primeros trabajos de Fernández Buch en Sigüenza fue la renovación del archivo de música, incluyendo la adquisición del Libro de magníficats de Vivanco. Enseguida reorganizó la capilla, buscando las voces e instrumentos necesarios, sobre todo infantes del coro. Durante los años siguientes se formó una estrecha relación con la diócesis de Calahorra, desde donde procedían numerosos infantes y músicos seguntinos.
El maestro fue muy apreciado en la Catedral seguntina. En 1621 dotó algunas misas a cuatro reales, dos para la fábrica y dos para el prebendado que las dijese, proveniente de un depósito de 200 ducados que realizó a perpetuidad. El cabildo le mostró su aprecio concediéndole una tumba en la Catedral al lado del sochantre Juan Pérez, «atendiendo a la mucha virtud y cristiandad del dicho MC y servicios que ha hecho a esta Sta. iglesia y cuidado con que acude a enseñar su ministerio».
Pedro Fernández Buch permanecería en su cargo hasta su fallecimiento en 1648.

## Obra

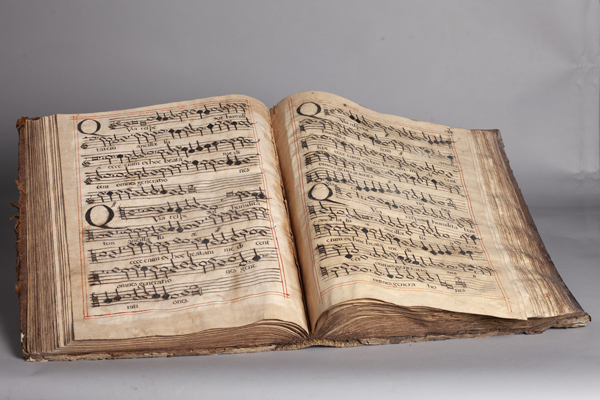
Cantoral de Pedro Fernández Buch (Museo Parroquial, Pastrana)

Andrés de Lorente, en su libro El porqué de la música (1672), sitúa a Fernández Buch entre los grandes compositores de su época: Cristóbal de Morales, Francisco Guerrero, Giovanni Pierluigi da Palestrina o Tomás Luis de Victoria.
El archivo de la Colegiata de Pastrana posee un cantoral que contiene la mayoría de la obra de Fernández Buch. Se conservan un Magnificat a ocho voces y siete motetes: Ad mandatum, Dominica 1ª Adventus, Dominica in Quinquagesima, Dominica Palmarum, In festa Sancti Angeli Custodio, In festa Beata Maria ad Nieves, In Processione Palmarium.